# Лижні перегони на зимових Олімпійських іграх 1964
Змагання з лижних перегонів на зимових Олімпійських іграх 1964 тривали з 29 січня до 9 лютого в центрі зимових видів спорту в містечку Зеефельд за 17 кілометрів від Інсбрука (Австрія). Стартували та фінішували спортсмени на стадіоні «Ланлауфцентрум», що його побудували спеціально до Олімпіади. 
У змаганнях взяв участь 151 спортсмен (113 чоловіків та 38 жінок) з 24 країн. Розіграно 7 комплектів нагород — 4 серед чоловіків (15 км, 30 км, 50 км і естафета 4×10 км) та 3 серед жінок (5 км, 10 км і естафета 3×5 км. До програми змагань порівняно з Олімпійськими іграми 1960 року в Скво-Веллі додали жіночі перегони на 5 км. Усі перегони, окрім естафет, були з роздільним стартом учасників.
У загальному медальному заліку в лижних перегонах найкращими стали радянські лижники, які здобули 3 золоті медалі, 1 срібну та 4 бронзові, а радянські лижниці вибороли 6 медалей з 7-ми можливих. Клавдія Боярських стала першою в історії лижницею, що виборола три золоті медалі на одній Олімпіаді.

## Чемпіони та призери

### Таблиця медалей
| Місце              | Країна             | Золото | Срібло | Бронза | Загалом |
| ------------------ | ------------------ | ------ | ------ | ------ | ------- |
| 1                  | СРСР (URS)         | 3      | 1      | 4      | 8       |
| 2                  | Фінляндія (FIN)    | 2      | 2      | 2      | 6       |
| 3                  | Швеція (SWE)       | 2      | 2      | 1      | 5       |
| 4                  | Норвегія (NOR)     | 0      | 2      | 0      | 2       |
| Загалом (4 збірні) | Загалом (4 збірні) | 7      | 7      | 7      | 21      |

### Чоловіки
| Дисципліна       | Золото                                                                   | Золото    | Срібло                                                                    | Срібло    | Бронза                                                                | Бронза    |
| ---------------- | ------------------------------------------------------------------------ | --------- | ------------------------------------------------------------------------- | --------- | --------------------------------------------------------------------- | --------- |
| 15 км            | Ееро Мянтюранта · Фінляндія                                              | 50:54.1   | Гаральд Ґреннінген · Норвегія                                             | 51:34.8   | Сікстен Єрнберг · Швеція                                              | 51:42.2   |
| 30 км            | Ееро Мянтюранта · Фінляндія                                              | 1:30:50.7 | Гаральд Ґреннінген · Норвегія                                             | 1:32:02.3 | Ігор Ворончихін · СРСР                                                | 1:32:15.8 |
| 50 км            | Сікстен Єрнберг · Швеція                                                 | 2:43:52.6 | Ассар Реннлунд · Швеція                                                   | 2:44:58.2 | Арто Тіайнен · Фінляндія                                              | 2:45:30.4 |
| естафета 4×10 км | Швеція (SWE) Карл-Оке Асп Сікстен Єрнберг Янне Стефанссон Ассар Реннлунд | 2:18:34.6 | Фінляндія (FIN) Вяйне Хухтала Арто Тіайнен Калеві Лауріла Ееро Мянтюранта | 2:18:42.4 | СРСР (URS) Іван Утробін Геннадій Ваганов Ігор Ворончихін Павло Колчин | 2:18:46.9 |

### Жінки
| Дисципліна      | Золото                                                        | Золото  | Срібло                                                           | Срібло    | Бронза                                                   | Бронза    |
| --------------- | ------------------------------------------------------------- | ------- | ---------------------------------------------------------------- | --------- | -------------------------------------------------------- | --------- |
| 5 км            | Клавдія Боярських · СРСР                                      | 17:50.5 | Мір'я Лехтонен · Фінляндія                                       | 17:52.9   | Алевтина Колчина · СРСР                                  | 18:08.4   |
| 10 км           | Клавдія Боярських · СРСР                                      | 40:24.3 | Євдокія Мекшило · СРСР                                           | 40:26.6   | Марія Гусакова · СРСР                                    | 40:46.6   |
| Естафета 3×5 км | СРСР (URS) Алевтина Колчина Євдокія Мекшило Клавдія Боярських | 59:20.2 | Швеція (SWE) Барбру Мартінссон Брітт Страндберг Тойні Густафссон | 1:01:27.0 | Фінляндія (FIN) Сенья Пусула Тойні Пейсті Мір'я Лехтонен | 1:02:45.1 |